# بن الجيلالي (سيد الزوين)
بن الجيلالي هو دُوَّار يقع بجماعة سيدي الزوين، عمالة مراكش، جهة مراكش آسفي في المملكة المغربية. ينتمي الدوّار لمشيخة سيد الزوين التي تضم 12 دوار. يقدر عدد سكانه بـ 101 نسمة حسب الإحصاء الرسمي للسكان والسكنى لسنة 2004.

## روابط خارجية
- البوابة الوطنية للجماعات الترابية نسخة محفوظة 12 مارس 2018 على موقع واي باك مشين.
- المندوبية السامية للتخطيط